# Жуково (Боровицький район)
Жуково (рос. Жуково) — присілок у Боровицькому районі Новгородської області Російської Федерації.
Населення становить 20 осіб. Належить до муніципального утворення Кончанско-Суворовське сільське поселення.

## Історія
До 1927 року населений пункт перебував у складі Новгородської губернії. У 1927-1944 роках перебував у складі Ленінградської області.
Орган місцевого самоврядування від 2010 року — Кончанско-Суворовське сільське поселення.

## Населення
| 2010 |
| ---- |
| 20   |